# Sloan Digital Sky Survey

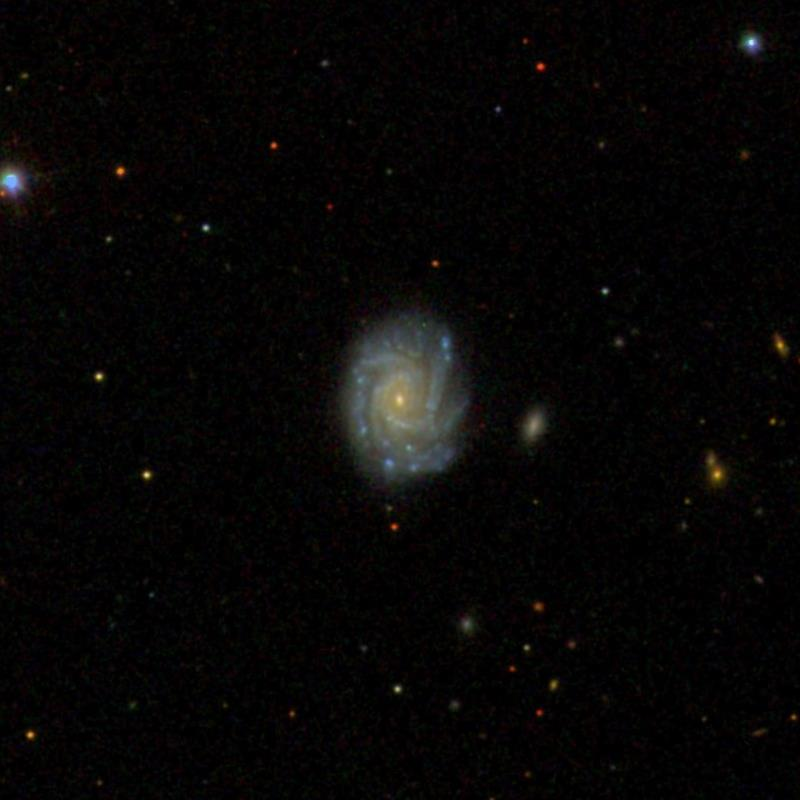
NGC 5681, uma galáxia que foi fotografada durante a pesquisa.

O Sloan Digital Sky Survey (SDSS) é o mais ambicioso levantamento astronômico em andamento na atualidade. O SDSS foi iniciado em 2000 e já está em sua quarta versão, o SDSS-IV. Sua versão original consistia da observação de imagens e espectros. O levantamento de imagens ópticas terminou em 2009 e sua câmera, a mais produtiva do mundo até hoje, cobriu mais de um quarto do céu. As imagens são essenciais para a identificação de alvos para a observação de espectros, a qual nos permite construir um mapa tridimensional de milhões de galáxias e quasares. A medida que o levantamento progride, os dados são liberados para a comunidade científica (e para o público em geral) em incrementos anuais através do Skyserver[ligação inativa]. O nome do levantamento faz referência à Alfred P. Sloan Foundation, um dos financiadores do projeto.

## Observações
O SDSS utiliza um telescópio com um espelho primário de 2.5 metros de diâmetro, totalmente dedicado ao projeto. O telescópio está situado no Apache Point Observatory, no Novo México, nos Estados Unidos e está acoplado a dois poderosos instrumentos: uma câmera CCD e um par de espectrógrafos.
A câmera CCD de 120 Megapixels, formada por 30 CCDs de 2048x2048 pixels, é capaz de imagear uma área do céu de 1,5° quadrados, cerca de oito vezes a área da lua cheia. Os CCDs estão arranjados em cinco linhas de seis CCDs. Cada linha de CCDs tem um filtro óptico diferente. Os filtros deixam passar bandas centradas em 354, 476, 628, 769 e 925 nm em comprimento de onda, chamadas respectivamente de u, g, r, i e z. Com este sistema de filtros, os CCDs podem imagear objetos com até 24,4, 25,3, 25,1, 24,4 e 22,9 magnitudes com uma relação sinal-ruído de 5. Para melhorar a sensibilidade dos CCDs, os mesmos são resfriados a 190 Kelvin (ao redor de -80 °C) através de nitrogênio líquido.
Os espectrógrafos originais eram alimentados por fibras óticas e mediam o espectro (e, portanto, as distâncias via [Lei de Hubble] através da velocidade radial medida pelo efeito Doppler das linhas de absorção (ou emissão) nos espectros) de 640 galáxias e quasares em uma simples observação. Mais tarde o espectrógrafo foi atualizado para o projeto BOSS permitindo observar até 1 000 alvos por vez. Os alvos são selecionados dentro do campo observado e uma placa de alumínio é preparada, sendo perfurada de modo que as posições dos furos coincidam com as posições dos objetos selecionados. A luz de cada objeto é conduzida por uma fibra ótica até um dos dois espectrógrafos. Em cada noite de observação, são usadas de seis a nove dessas placas de alumínio.
Um conjunto de softwares desenvolvidos especialmente para o SDSS dá conta do grande fluxo de dados.

## SDSS-I e SDSS-II
O SDSS completou sua primeira fase de operações, SDSS-I, em Junho de 2005. Ao longo de cinco anos de operações, o SDSS imageou mais de 8 000° quadrados do céu nas cinco bandas u, g, r, i e z, detectando cerca de 200 milhões de objetos celestes, e medindo o espectro de mais de 675 mil galáxias, 90 mil quasares e 185 mil estrelas. Estes dados têm sido usado como base para o estudo desde asteróides e estrelas próximas até a estrutura em larga escala do Universo.
Até Junho de 2008 o SDSS estará em sua segunda fase, SDSS-II. Em um consórcio que inclui 25 instituições de diferentes países do mundo, o SDSS-II levará adiante três diferentes levantamentos: 
- Sloan Legacy Survey - este levantamento cobrirá 7 500° quadrados do Southern Galactic Cap obtendo dados de 2 milhões de objetos e espectros de 800 mil galáxias e 100 mil quasares. Estas informações sobre a posição e distância de objetos permitirá estudar pela primeira vêz a estrutura em larga escala do Universo com seus voids e filamentos.

- SEGUE - (Sloan Extension for Galactic Understanding and Exploration). Pesquisará o espectro de 240 mil estrelas com velocidades radiais típicas de 10 km/s para obter a estrutura da Via Lactea e investigar a formação de seus componentes.

- Sloan Supernova Survey - em andamento até o final de 2007, um levantamento de supernovas do Tipo Ia. Uma região de 300° quadrados está sendo rapidamente digitalizada, a procura de objetos variáveis e supernovas. O SDSS já detectou 129 explosões confirmadas de supernovas do Tipo Ia, durante o ano de 2005. Até 2006 este total já era superior a 300.

Esses levantamentos, ajudarão a responder questões sobre a natureza do Universo, a origem das galáxias e quasares, e a formação e evolução de nossa própria galáxia, a Via Lactea.

## SDSS-III e SDSS-IV
O SDSS-III e SDSS-IV são projetos posteriores, também conduzidos no Observatório de Apache Point, e que recebem a chancela da colaboração Sloan. 
A partir do SDSS-III o Brasil participa do SDSS através de um Grupo de Participação Brasileira liderado pelo Observatório Nacional e Laboratório Interinstitucional de e-Astronomia (LIneA), onde parte do pagamento da entrada na colaboração incluiu a montagem de um site espelho do Skyserver[ligação inativa] no Brasil. Esse site vem sendo mantido desde o Data Release 8 até o atual Data Release 13 (2016). No SDSS-IV também foi incluído o suporte à operação 
do projeto APOGEE-S pela equipe do LIneA como forma de pagamento.

## Acesso aos Dados
Os dados do SDSS são liberados anualmente em Data Releases chamados DR1, DR2, DR3, etc., e estão acessíveis através da internet.
Um programa servidor chamado "SkyServer" oferece uma variedade de interfaces a um servidor Microsoft SQL. Tanto as imagens quanto os espectros estão disponíveis desta forma e as interfaces facilitam muito o acesso e uso das mesmas. Por exemplo, para se obter uma imagem com todas as cores de qualquer região do céu já digitalizada pelo SDSS, basta fornecer as coordenadas. Os dados estão disponíveis apenas para uso não-comercial, sem permissão escrita. O SkyServer também fornece uma série de tutoriais direcionados para todo o tipo de público: desde estudantes de escola primária até astrônomos profissionais. Existe também a possibilidade de baixar gratuitamente no site do Planetário Hayden um visualizador 3D para os dados gerados que podem ser navegados localmente.
O DR5, liberado em Junho de 2006, é a quinto release e contém imagens, catálogos de imagens, espectros, e redshifts para download.
O DR12 foi o último release do SDSS-III e o DR13 é o primeiro release do SDSS-IV